# Microgaster novicia
Microgaster novicia är en stekelart som beskrevs av Marshall 1885. Microgaster novicia ingår i släktet Microgaster och familjen bracksteklar. Inga underarter finns listade i Catalogue of Life.